# Форо III (Кјети)
Форо III (итал. Foro III) је насеље у Италији у округу Кјети, региону Абруцо.
Према процени из 2011. у насељу је живело 68 становника. Насеље се налази на надморској висини од 7 м.